# Llengües papús
El terme llengües papús designa una extensió geogràfica i no una família lingüística pròpiament dita, ja que es refereix al conjunt d'idiomes parlats al voltant de Nova Guinea i que poden agrupar-se en més de 10 grups genètics diferents. No obstant això, el terme està força estès entre la comunitat científica.
L'etimologia de papú sembla que ve d'una paraula que volia dir 'de cabells arrissats', característica de la majoria de parlants. Les gramàtiques són força complexes; en destaca l'ordre subjecte-objecte-verb en l'oració, declinacions en el substantiu i una gran varietat de regles de concordança. Per contra, la seva fonètica, tot i tractar-se de llengües tonals, és molt senzilla.
La majoria d'idiomes són pràcticament desconeguts pel món occidental i molts estan en perill d'extinció.